# Junior Sambu
Junior Marsoni Sambu Mansoni (3 juni 1996) is een Belgisch voetballer die sinds 2023 uitkomt voor RWDM.

## Clubcarrière
Marsoni genoot zijn jeugdopleiding bij Royal Daring Club de Cointe, RFC Seraing, RFC de Liège en KAS Eupen. In het seizoen 2013/14 maakte hij z'n officiële debuut in het eerste elftal van CS Visé, dat op het einde van het seizoen naar Derde klasse degradeerde. Marsoni zakte mee met  Les Oies, die in 2015 van het toneel verdwenen. Marsoni verhuisde daarop naar RFC Seraing, de geestelijke opvolger van zijn ex-club RFC Seraing. Met deze club speelde hij nog een jaar in Tweede klasse, na de competitiehervorming van 2016 kwam de club uit in Eerste klasse amateurs.
Na vier seizoenen bij Seraing tekende Marsoni in de zomer van 2019 bij reeksgenoot URSL Visé, de geestelijke opvolger van zijn ex-club CS Visé. Een later ging Marsoni voor het eerst in het buitenland voetballen: de Luikenaar koos voor een avontuur bij de Franse derdeklasser SO Cholet.
In juli 2021 keerde Sambu twee jaar na zijn vertrek terug naar Seraing. De Luikenaar ondertekende een contract voor twee seizoenen met optie op een extra seizoen bij de Luikenaars, die twee maanden eerder naar de Jupiler Pro League waren gepromoveerd. Seraing eindigde in het seizoen 2021/22 voorlaatste in de reguliere competitie, maar handhaafde zich op het hoogste niveau na gewonnen barragewedstrijden tegen RWDM. In het seizoen 2022/23, waarin Marsoni aanvankelijk een vaste invaller was maar vervolgens zijn basisplek heroverde, eindigde Seraing laatste, met een rechtstreekse degradatie naar Eerste klasse B als gevolg.
Marsoni speelde op 19 augustus 2023 nog met Seraing tegen SK Beveren, maar enkele dagen later ondertekende hij een tweejarig contract met optie op een extra seizoen bij RWDM, dat in het seizoen 2022/23 kampioen was geworden in Eerste klasse B. Bij de promovendus, die begin september rechterflankspeler Zakaria El Ouahdi waren kwijtgespeeld aan KRC Genk, veroverde hij al gauw een basisplaats. Op 1 oktober 2023 liep hij in de competitiewedstrijd tegen KAA Gent een enkelblessure op die hem maanden aan de kant hield. Tijdens zijn afwezigheid kwam RWDM, dat niet onaardig aan het seizoen was begonnen, hoe langer hoe meer in de problemen. De wedstrijd waarin Marsoni zijn comeback maakte, op 21 januari 2024 tegen KAS Eupen, was uitgerekend de wedstrijd die vroegtijdig werd stilgelegd nadat RWDM-supporters uit onvrede rookbommen op het veld gooiden. Marsoni heroverde zijn basisplaats, maar kon niet vermijden dat de Molenbekenaars op het einde van het seizoen naar Eerste klasse B degradeerden.

## Interlandcarrière
Marsoni werd in mei 2024 door de Angolese bondscoach Pedro Gonçalves geselecteerd voor de COSAFA Cup 2024. Marsoni, die ook voor Congo-Kinshasa had kunnen kiezen, maakte op 28 juni 2024 zijn interlanddebuut voor Angola: in de eerste groepswedstrijd van de COSAFA Cup tegen Namibië (0-0-gelijkspel) kreeg hij een basisplaats van Gonçalves. Later in het toernooi mocht hij ook nog invallen in de derde groepswedstrijd tegen Lesotho (1-3-winst) en in de halve finale tegen de Comoren (1-3-winst). Angola won het toernooi uiteindelijk nadat het in de finale Namibië met 5-0 inblikte.
| Interlands van Junior Marsoni Sambu Mansoni | Interlands van Junior Marsoni Sambu Mansoni | Interlands van Junior Marsoni Sambu Mansoni | Interlands van Junior Marsoni Sambu Mansoni | Interlands van Junior Marsoni Sambu Mansoni | Interlands van Junior Marsoni Sambu Mansoni | Interlands van Junior Marsoni Sambu Mansoni |
| No.                                         | Datum                                       | Wedstrijd                                   | Uitslag                                     | Soort Wedstrijd                             | Doelpunten                                  |                                             |
| Als speler bij RWDM                         | Als speler bij RWDM                         | Als speler bij RWDM                         | Als speler bij RWDM                         | Als speler bij RWDM                         | Als speler bij RWDM                         | Als speler bij RWDM                         |
| ------------------------------------------- | ------------------------------------------- | ------------------------------------------- | ------------------------------------------- | ------------------------------------------- | ------------------------------------------- | ------------------------------------------- |
| 1.                                          | 28 juni 2024                                | Angola – Namibië                            | 0 – 0                                       | COSAFA Cup 2024                             | -                                           |                                             |
| 2.                                          | 3 juli 2024                                 | Lesotho – Angola                            | 1 – 3                                       | COSAFA Cup 2024                             | -                                           |                                             |
| 3.                                          | 5 juli 2024                                 | Comoren – Angola                            | 1 – 2                                       | COSAFA Cup 2024                             | -                                           |                                             |
| Totaal                                      | Totaal                                      | Totaal                                      | Totaal                                      | Totaal                                      | -                                           |                                             |

Bijgewerkt tot 10 februari 2025
1 Lathouwers ·
3 Halilou ·
4 Doudaev ·
5 De Sart ·
6 Halifa ·
7 Montes ·
8 Abe ·
9 Parzyszek ·
10 Robail ·
11 Ziani ·
15 Laâziri ·
17 Barry ·
20 Poku ·
21 Marsoni ·
22 Soelle Soelle ·
23 Del Piage ·
26 Kestens ·
28 Hubert ·
29 Maurer ·
30 Baghli ·
31 Dodeigne ·
43 Sousa ·
49 Sapata ·
51 Preijs ·
53 Messad-Kouchiche ·
60 Awudu ·
70 Nkurunziza ·
77 Biron ·
83 Lemmens ·
84 El Arouch ·
99 Benjdida ·
Coach: Ferrera
· Assistent-coach: Baherlé
· Assistent-coach: De Camargo